# Surrounded (film 2014)
Surrounded è un film italiano del 2014 diretto da Laura Girolami e Federico Patrizi.
Appartiene al genere home invasion ed è stato distribuito nelle sale cinematografiche italiane il 3 luglio 2014 da Explorer Entertainment, e in dvd da Minerva Pictures e Cecchi Gori Home Video nel marzo 2015. Il film è stato inoltre distribuito su iTunes in 67 paesi del mondo.

## Trama
L'insegnante Maryann vive assieme a suo marito, l'avvocato Carl, in una casa isolata di una campagna non meglio identificata. L'uomo si assenta un giorno e una notte per un viaggio di lavoro, lasciando sola la moglie incinta di tre mesi. Di lì a poco, Maryann comincia ad avvertire strane sensazioni, mosse da eventi imprevisti e inquietanti, che la trascineranno in una notte di terrore. La donna cercherà con tutte le sue forze di trarre in salvo la propria vita e quella di suo figlio, fino al colpo di scena finale.

## Produzione
Surrounded è stato realizzato con un budget inferiore ai 15.000 euro e le riprese sono durate due settimane. I membri del cast artistico e tecnico hanno soggiornato per tutto il tempo di lavorazione nell'unico luogo dove è stato girato, con l'intento di ottimizzare e non sforare budget e tempi esigui a disposizione. Il lungo piano sequenza che va dal salotto al bagno e viceversa è stato realizzato con la macchina a mano, dato che il set era sprovvisto di steadycam. Durante la lavorazione si è ricorsi anche ad uno spallaccio in legno realizzato a mano.
Il film è stato poi acquistato dalla Minerva Pictures, che ha curato la distribuzione su iTunes e in home video, mentre la Explorer Entertainment lo ha acquisito per la versione distribuita nelle sale.
Surrounded è stato presentato nel 2014 al Fantafestival e all'Italian Horror Fest di Nettuno.

## Musica
Il compositore Andrea Bellucci ha dichiarato di essersi ispirato per la realizzazione della colonna sonora alle musiche di David Lynch, Hans Zimmer e John Carpenter.